# Kropiatka
Kropiatka, kureczka nakrapiana (Porzana porzana) – gatunek średniej wielkości ptaka wodnego z rodziny chruścieli (Rallidae). Monotypowy. Nie jest zagrożony wyginięciem.

## Zasięg występowania
Kropiatka zamieszkuje Europę poza północną Skandynawią, zachodnią Syberię oraz Azję Środkową po Iran, Kazachstan, północno-zachodnie Chiny i północno-zachodnią Mongolię. Wędrowny, przeloty w marcu–kwietniu i sierpniu–październiku, odbywają się nocą. Zimuje w basenie Morza Śródziemnego, Afryce Północnej (gdzie przelatuje szlakiem zachodnim lub południowo-wschodnim), Afryce Wschodniej i Południowej, na Bliskim Wschodzie oraz w Indiach i Pakistanie, tylko wyjątkowo w Europie Zachodniej.
W Polsce ptak lęgowy niżu, na wschodzie nieliczny lub średnio liczny, a na zachodzie bardzo nieliczny lub nieliczny.

## Charakterystyka
Wygląd zewnętrznyPtak wielkości szpaka. Brak wyraźnego dymorfizmu płciowego, choć samica ma jaśniejszą głowę i podgardle w jasne kropki. Wierzch ciała oliwkowobrązowy z małymi czarnymi i białymi plamkami. Boki głowy i szyi oraz pierś szaroniebieskobrązowe. Boki w brązowo-białe pionowe pręgi. Nogi żółtozielonkawe. Dziób pomarańczowy u nasady, zielony w środku, zakończony brunatno. Jest on krótki jak u innych gatunków Porzana. Skrzydła ciemnobrązowe w czarne kropki. Charakterystyczną cechą jest brązowożółte zabarwienie piór podogonowych bez białych poprzecznych pręg. Młode niemal identyczne, lecz o znacznie jaśniejszym, kremowobiaławym, spodzie.
W odróżnieniu od wodnika ma krótki, prosty dziób i beżowe pokrywy podogonowe.
Rozmiarydługość ciała ok. 22–24 cm, rozpiętość skrzydeł ok. 37–42 cm
Masaok. 55–145 g
Głos i zachowanieTrudna do obserwacji – prowadzi bardzo skryty tryb życia pod osłoną gęstej roślinności na brzegach stawów, leniwie płynących rzek i na bagnach (podobnie jak wodnik). Widywana jest najczęściej o zmroku, gdy poszukuje pożywienia w mule. Łatwiej ją jednak usłyszeć niż zobaczyć. Pogwizdywania kropiatki słychać najczęściej wiosną lub latem o zmroku i w nocy. Odgłos ten przypomina uderzenie batem: „huit huit”. W czasie toków odzywa się ciągle powtarzanym „tryk trek tryk trek”, co wskazuje zarazem miejsca lęgowe. Poza tym okresem jest raczej milcząca. Utrudnia to oszacowanie liczebności tego ptaka w danym miejscu, zwłaszcza że kropiatka szybko reaguje na zmiany poziomu wód i opuszcza od razu wyschnięte obszary, zasiedlając nowo powstające zalewiska.

## Środowisko
Płytkie, gęsto zarośnięte zbiorniki wodne otoczone podmokłymi łąkami, choć jest luźniej związana z wodą od innych gatunków Porzana.

## Pożywienie
Owady i inne małe zwierzęta uzupełnione nasionami i częściami zielonymi roślin.

## Rozród

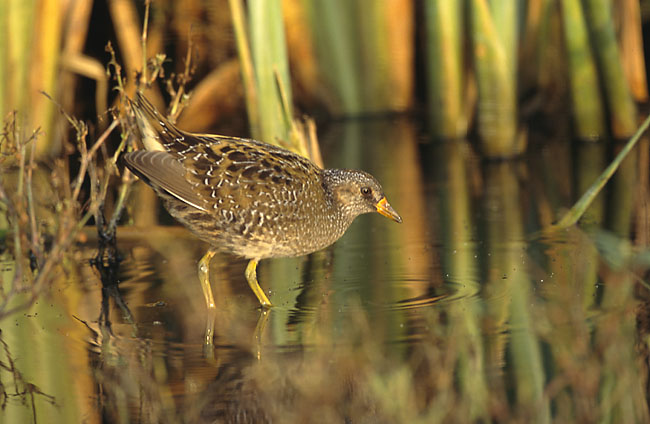
Osobnik niedojrzały

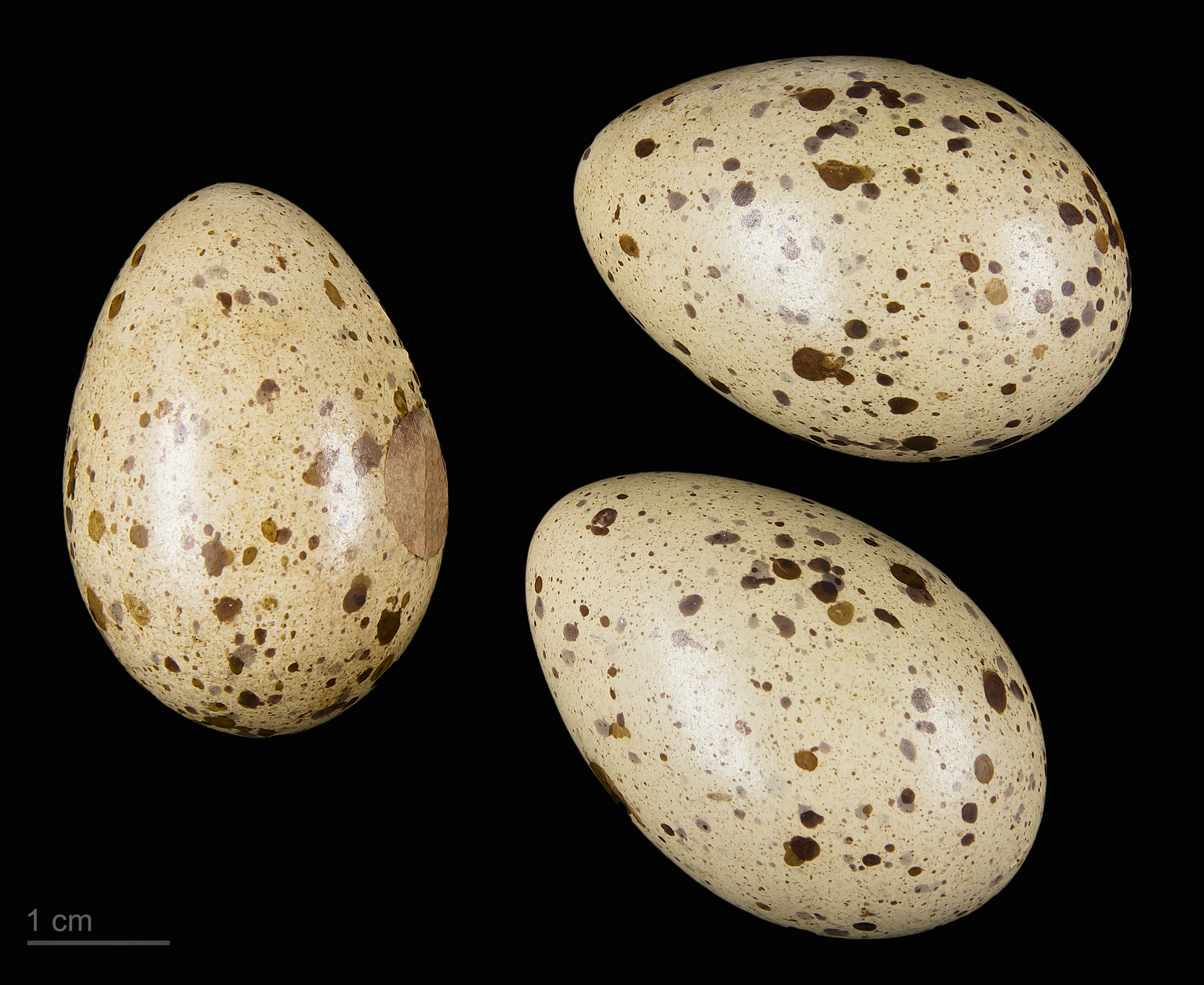
Jaja z kolekcji muzealnej

GniazdoWiosną zajmuje niewielki, ale gwałtownie broniony rewir. Gnieździ się na brzegu lub kępie, na wysychających bagnach, w pobliżu wody, ale również na dość suchych terenach blisko pól uprawnych. Gniazdo ukryte w roślinności, głównie wśród suchych liści turzyc i traw. Wyściółkę stanowią jednak delikatniejsze materiały.
JajaW ciągu roku wyprowadza jeden lub dwa lęgi, składając w kwietniu i czerwcu 8 do 14 żółtawych lub brunatnawych ciemno nakrapianych jaj.
WysiadywanieJaja wysiadywane są przez okres 18–21 dni przez obydwoje rodziców.
PisklętaCzęsto zdarza się, że wylęg nie następuje jednocześnie (opóźnienie może nawet wynieść 4 doby). Wtedy samica wysiaduje pozostałe jaja, a samiec karmi już wyklute młode. Pisklęta opuszczają gniazdo po ok. 72 godzinach, jednak jeszcze w nim nocują. Mają już wielobarwne dzioby. Rodzice karmią młode do 3. tygodnia życia, jednak zdolność do lotu pisklęta uzyskują dopiero w 6. lub 7. tygodniu życia. Pokarm dorosła para przynosi młodym w dziobach. To głównie mięczaki, owady i ich larwy, skorupiaki i robaki. Z końcem lata kropiatka wyprowadza drugi lęg.

## Status i ochrona
Międzynarodowa Unia Ochrony Przyrody (IUCN) uznaje kropiatkę za gatunek najmniejszej troski (LC – Least Concern) nieprzerwanie od 1988 roku. Liczebność światowej populacji, obliczona w oparciu o szacunki organizacji BirdLife International dla Europy z 2015 roku, mieści się w przedziale 0,5–1,0 miliona dorosłych osobników. Ogólny trend liczebności populacji uznawany jest za stabilny.
Na terenie Polski gatunek ten jest objęty ścisłą ochroną gatunkową, wymaga ochrony czynnej. Liczebność populacji na terenie kraju w latach 2013–2018 szacowano na 3000–5000 tokujących samców. Na Czerwonej liście ptaków Polski kropiatka sklasyfikowana została jako gatunek niedostatecznie rozpoznany (DD).